# Ола Ганссон
Ола Ганссон (швед. Ola Hansson; 1860—1925) — шведський белетрист і історик літератури.

## Біографія

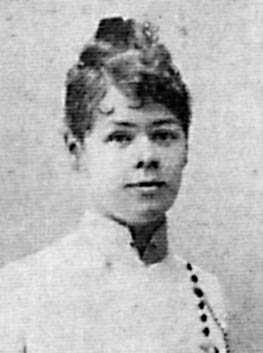
Дружина Л. Мархольм

Ола Ганссон народився 12 листопада 1860 року в містечку Хенсінге у провінції Сконе на півдні Швеції в родині багатого фермера. У 1881 році вступив в Лундський університет, де через рік, у 1882 році, отримав ступінь бакалавра філософії. 
На белетристичні твори автора вплинули новітні літературні течії: символізм і ніцшеанство. Ганссон писав норвезькою, данською, шведською та німецькою мовами. Згідно з «Літературною енциклопедією» творчість письменника «перейнято крайньої нервозністю, болісною чутливістю, містицизмом і потягом до сексуальної патології».
Серед праць Ола Ганссона найбільш відомі такі: «Alltagsfrauen» (1891); «Sensitiva amorosa» (1891); «Frau Ester Bruce» (також норвезькою та шведською мовами); «Vor der Ehe» (Берлін, 1896; також шведською, Стокгольм, 1901); «Der Weg zum Leben» (Берлін, 1896, шведською, 1896).
Серед літературно-історичних і критичних статей Ганссона найбільшу увагу викликали: «Friedrich Nietzsche, seine Persönlichkeit und sein System» (1890); «Das Junge Scandinavien» (1891); «Der Materialismus in der Litteratur» (1892).
Ола Ганссон помер 26 вересня 1925 року в Туреччині.
Був одружений з письменницею Лаурою Катаріною Маргольм (1854-1928).